# Nyíracsád
Nyíracsád är en ort i Ungern.   Den ligger i provinsen Hajdú-Bihar, i den östra delen av landet, 220 km öster om huvudstaden Budapest. Nyíracsád ligger 146 meter över havet och antalet invånare är 4 047.
Terrängen runt Nyíracsád är mycket platt, och sluttar söderut. Runt Nyíracsád är det ganska tätbefolkat, med 60 invånare per kvadratkilometer. Närmaste större samhälle är Hajdúsámson, 15,4 km väster om Nyíracsád. Omgivningarna runt Nyíracsád är en mosaik av jordbruksmark och naturlig växtlighet.